# جو جوردن
جو جوردن هو سياسي كندي، ولد في 19 نوفمبر 1958 في بيمبروك في كندا. حزبياً، نشط في الحزب الليبرالي الكندي. وقد انتخب عضو مجلس العموم الكندي.